# Ignác Alpár
Ignác Alpár, născut Ignác Schöckl, (n. 17 ianuarie 1855, Pesta - d. 27 aprilie 1928, Zürich) a fost un arhitect, scriitor și eseist maghiar, autor al unor eseuri notabile asupra arhitecturii europene de la începutul secolului al XX-lea.

## Biografia
S-a născut în cartierul Józsefváros din Pesta, ca fiu al meșterului tâmplar Matthias Schöckl și al Mariei Eisele, originară din Württemberg.

## Clădiri proiectate
- Palatul Primăriei din Cluj
- Palatul Administrativ din Deva
- Colegiul Național „Radu Negru” din Făgăraș
- Colegiul Național „Márton Áron” din Miercurea Ciuc
- Colegiul Național „Áprily Lajos” din Brașov
- Colegiul Național „Gheorghe Lazăr” din Sibiu
- Colegiul Național „Constantin Diaconovici Loga” din Timișoara
- Palatul Poștelor din Timișoara
- Liceul Teoretic „Petru Maior” din Gherla
- Biserica Reformată din Brașov 1892. Demolată în 1963.